# 19.ª etapa del Tour de Francia 2024
La 19.ª etapa del Tour de Francia 2024 tuvo lugar el 19 de julio de 2024 y consistió en una etapa de montaña, con inicio en la ciudad de Embrun y final en Isola 2000, sobre un recorrido de 144,6 km. El vencedor fue el esloveno Tadej Pogačar del UAE Team Emirates, que también mantuvo el liderato.

## Clasificación de la etapa
| Embrun - Isola 2000 | etapa de montaña | (144,6 km) |

| \| Clasificación de la etapa \| Clasificación de la etapa \| Clasificación de la etapa \| Clasificación de la etapa \| Clasificación de la etapa \| \| Ciclista \| Ciclista \| Equipo \| Tiempo \| \| \| ------------------------- \| ------------------------- \| -------------------------- \| ------------------------- \| ------------------------- \| \| 1.º \| Tadej Pogačar \| UAE Team Emirates \| 4 h 04 min 03 s \| \| \| 2.º \| Matteo Jorgenson \| Team Visma \\| Lease a Bike \| + 21 s \| \| \| 3.º \| Simon Yates \| Team Jayco AlUla \| + 40 s \| \| \| 4.º \| Richard Carapaz \| EF Education-EasyPost \| + 1 min 11 s \| \| \| 5.º \| Remco Evenepoel \| Soudal Quick-Step \| + 1 min 42 s \| \| \| 6.º \| Jonas Vingegaard \| Team Visma \\| Lease a Bike \| + 1 min 42 s \| \| \| 7.º \| João Almeida \| UAE Team Emirates \| + 2 min 00 s \| \| \| 8.º \| Mikel Landa \| Soudal Quick-Step \| + 2 min 00 s \| \| \| 9.º \| Wilco Kelderman \| Team Visma \\| Lease a Bike \| + 2 min 52 s \| \| \| 10.º \| Derek Gee \| Israel-Premier Tech \| + 3 min 27 s \| \| |                  |                            |                 |
| |                  |                            |                 |
| Fuentes: ProCyclingStats Cycling Quotient |                  |                            |                 |
| Clasificación de la etapa |                  |                            |                 |
| Ciclista | Ciclista         | Equipo                     | Tiempo          |
| 1.º | Tadej Pogačar    | UAE Team Emirates          | 4 h 04 min 03 s |
| 2.º | Matteo Jorgenson | Team Visma \| Lease a Bike | + 21 s          |
| 3.º | Simon Yates      | Team Jayco AlUla           | + 40 s          |
| 4.º | Richard Carapaz  | EF Education-EasyPost      | + 1 min 11 s    |
| 5.º | Remco Evenepoel  | Soudal Quick-Step          | + 1 min 42 s    |
| 6.º | Jonas Vingegaard | Team Visma \| Lease a Bike | + 1 min 42 s    |
| 7.º | João Almeida     | UAE Team Emirates          | + 2 min 00 s    |
| 8.º | Mikel Landa      | Soudal Quick-Step          | + 2 min 00 s    |
| 9.º | Wilco Kelderman  | Team Visma \| Lease a Bike | + 2 min 52 s    |
| 10.º | Derek Gee        | Israel-Premier Tech        | + 3 min 27 s    |

## Clasificaciones al final de la etapa

### Clasificación general(Maillot Jaune)
| \| Clasificación general \| Clasificación general \| Clasificación general \| Clasificación general \| Clasificación general \| \| Ciclista \| Ciclista \| Equipo \| Tiempo \| \| \| --------------------- \| --------------------- \| -------------------------- \| --------------------- \| --------------------- \| \| 1.º \| Tadej Pogačar \| UAE Team Emirates \| 78 h 49 min 20 s \| \| \| 2.º \| Jonas Vingegaard \| Team Visma \\| Lease a Bike \| + 5 min 03 s \| \| \| 3.º \| Remco Evenepoel \| Soudal Quick-Step \| + 7 min 01 s \| \| \| 4.º \| João Almeida \| UAE Team Emirates \| + 15 min 07 s \| \| \| 5.º \| Mikel Landa \| Soudal Quick-Step \| + 15 min 34 s \| \| \| 6.º \| Carlos Rodríguez \| Ineos Grenadiers \| + 17 min 36 s \| \| \| 7.º \| Adam Yates \| UAE Team Emirates \| + 19 min 18 s \| \| \| 8.º \| Derek Gee \| Israel-Premier Tech \| + 21 min 52 s \| \| \| 9.º \| Matteo Jorgenson \| Team Visma \\| Lease a Bike \| + 22 min 43 s \| \| \| 10.º \| Giulio Ciccone \| Lidl-Trek \| + 22 min 46 s \| \| |                  |                            |                  |
| |                  |                            |                  |
| Fuentes: ProCyclingStats Cycling Quotient |                  |                            |                  |
| Clasificación general |                  |                            |                  |
| Ciclista | Ciclista         | Equipo                     | Tiempo           |
| 1.º | Tadej Pogačar    | UAE Team Emirates          | 78 h 49 min 20 s |
| 2.º | Jonas Vingegaard | Team Visma \| Lease a Bike | + 5 min 03 s     |
| 3.º | Remco Evenepoel  | Soudal Quick-Step          | + 7 min 01 s     |
| 4.º | João Almeida     | UAE Team Emirates          | + 15 min 07 s    |
| 5.º | Mikel Landa      | Soudal Quick-Step          | + 15 min 34 s    |
| 6.º | Carlos Rodríguez | Ineos Grenadiers           | + 17 min 36 s    |
| 7.º | Adam Yates       | UAE Team Emirates          | + 19 min 18 s    |
| 8.º | Derek Gee        | Israel-Premier Tech        | + 21 min 52 s    |
| 9.º | Matteo Jorgenson | Team Visma \| Lease a Bike | + 22 min 43 s    |
| 10.º | Giulio Ciccone   | Lidl-Trek                  | + 22 min 46 s    |

### Clasificación por puntos(Maillot Vert)
| Clasificación por puntos | Clasificación por puntos | Clasificación por puntos   | Clasificación por puntos | Clasificación por puntos |
| Ciclista                 | Ciclista                 | Equipo                     | Puntos                   |                          |
| ------------------------ | ------------------------ | -------------------------- | ------------------------ | ------------------------ |
| 1.º                      | Biniam Girmay            | Intermarché-Wanty          | 387 pts                  |                          |
| 2.º                      | Jasper Philipsen         | Alpecin-Deceuninck         | 354 pts                  |                          |
| 3.º                      | Bryan Coquard            | Cofidis                    | 208 pts                  |                          |
| 4.º                      | Anthony Turgis           | TotalEnergies              | 180 pts                  |                          |
| 5.º                      | Arnaud De Lie            | Lotto Dstny                | 161 pts                  |                          |
| 6.º                      | Tadej Pogačar            | UAE Team Emirates          | 156 pts                  |                          |
| 7.º                      | Wout van Aert            | Team Visma \| Lease a Bike | 152 pts                  |                          |
| 8.º                      | Jonas Abrahamsen         | Uno-X Mobility             | 149 pts                  |                          |
| 9.º                      | Remco Evenepoel          | Soudal Quick-Step          | 123 pts                  |                          |
| 10.º                     | Pascal Ackermann         | Israel-Premier Tech        | 118 pts                  |                          |

### Clasificación de la montaña(Maillot à Pois Rouges)
| Clasificación de la montaña | Clasificación de la montaña | Clasificación de la montaña | Clasificación de la montaña | Clasificación de la montaña |
| Ciclista                    | Ciclista                    | Equipo                      | Puntos                      |                             |
| --------------------------- | --------------------------- | --------------------------- | --------------------------- | --------------------------- |
| 1.º                         | Richard Carapaz             | EF Education-EasyPost       | 101 pts                     |                             |
| 2.º                         | Tadej Pogačar               | UAE Team Emirates           | 87 pts                      |                             |
| 3.º                         | Jonas Vingegaard            | Team Visma \| Lease a Bike  | 59 pts                      |                             |
| 4.º                         | Matteo Jorgenson            | Team Visma \| Lease a Bike  | 53 pts                      |                             |
| 5.º                         | Remco Evenepoel             | Soudal Quick-Step           | 44 pts                      |                             |
| 6.º                         | Oier Lazkano                | Movistar Team               | 41 pts                      |                             |
| 7.º                         | Jonas Abrahamsen            | Uno-X Mobility              | 36 pts                      |                             |
| 8.º                         | Wilco Kelderman             | Team Visma \| Lease a Bike  | 36 pts                      |                             |
| 9.º                         | David Gaudu                 | Groupama-FDJ                | 30 pts                      |                             |
| 10.º                        | Simon Yates                 | Team Jayco AlUla            | 30 pts                      |                             |

### Clasificación del mejor joven(Maillot Blanc)
| Clasificación del mejor joven | Clasificación del mejor joven | Clasificación del mejor joven | Clasificación del mejor joven | Clasificación del mejor joven |
| Ciclista                      | Ciclista                      | Equipo                        | Tiempo                        |                               |
| ----------------------------- | ----------------------------- | ----------------------------- | ----------------------------- | ----------------------------- |
| 1.º                           | Remco Evenepoel               | Soudal Quick-Step             | 78 h 56 min 21 s              |                               |
| 2.º                           | Carlos Rodríguez              | Ineos Grenadiers              | + 10 min 35 s                 |                               |
| 3.º                           | Matteo Jorgenson              | Team Visma \| Lease a Bike    | + 15 min 42 s                 |                               |
| 4.º                           | Santiago Buitrago             | Bahrain Victorious            | + 15 min 55 s                 |                               |
| 5.º                           | Ben Healy                     | EF Education-EasyPost         | + 1 h 18 min 02 s             |                               |
| 6.º                           | Javier Romo                   | Movistar Team                 | + 1 h 19 min 45 s             |                               |
| 7.º                           | Ilan Van Wilder               | Soudal Quick-Step             | + 1 h 24 min 24 s             |                               |
| 8.º                           | Jordan Jegat                  | TotalEnergies                 | + 1 h 41 min 50 s             |                               |
| 9.º                           | Tobias Halland Johannessen    | Uno-X Mobility                | + 2 h 04 min 54 s             |                               |
| 10.º                          | Oscar Onley                   | Team dsm-firmenich PostNL     | + 2 h 15 min 06 s             |                               |

### Clasificación por equipos(Classement par Équipe)
| Clasificación por equipos | Clasificación por equipos  | Clasificación por equipos | Clasificación por equipos |
| Equipo                    | Equipo                     | Tiempo                    |                           |
| ------------------------- | -------------------------- | ------------------------- | ------------------------- |
| 1.º                       | UAE Team Emirates          | 236 h 59 min 06 s         |                           |
| 2.º                       | Team Visma \| Lease a Bike | + 27 min 25 s             |                           |
| 3.º                       | Soudal Quick-Step          | + 1 h 12 min 07 s         |                           |
| 4.º                       | Ineos Grenadiers           | + 1 h 12 min 52 s         |                           |
| 5.º                       | Lidl-Trek                  | + 2 h 01 min 25 s         |                           |
| 6.º                       | Movistar Team              | + 2 h 25 min 57 s         |                           |
| 7.º                       | Bahrain Victorious         | + 3 h 04 min 13 s         |                           |
| 8.º                       | EF Education-EasyPost      | + 3 h 06 min 20 s         |                           |
| 9.º                       | Red Bull-Bora-Hansgrohe    | + 3 h 07 min 22 s         |                           |
| 10.º                      | Israel-Premier Tech        | + 3 h 36 min 25 s         |                           |

## Abandonos
- Stefan Küng (Groupama-FDJ) no tomó la salida de la etapa.
- Jake Stewart (Israel-Premier Tech) no tomó la salida de la etapa.
- Nils Eekhoff (Team dsm-firmenich PostNL) no terminó la etapa.
- Arnaud Démare (Arkéa-B&B Hotels) llegó fuera de control.